# Sernam
Sernam (acronyme de Service national des messageries) était une société française de transport de bagages et de colis, qui fut un service à part entière de la SNCF jusqu'en 2002, puis une filiale de la SNCF avant d'être privatisée en 2005.
Le 31 janvier 2012, le groupe Sernam (Financière, Services et Managers) a déposé le bilan et demandé à être mis en redressement judiciaire. Les activités ont été partiellement reprises par Geodis Calberson (groupe SNCF), qui a conservé environ 800 postes sur 1440.

## Le Sernam au sein de la SNCF
Le Sernam a été créé par la Société nationale des chemins de fer français en 1970 pour gérer le transport des colis et ultérieurement des bagages, en France, sur ses propres trains, à l'étranger, en lien avec les services homologues de chaque pays. Les colis pouvaient être aussi bien des paquets et des malles que des bicyclettes ou des meubles convenablement emballés. Les envois Express bénéficiaient d'un système de flashage au départ et à l'arrivée qui permettait un suivi informatique du transport en temps réel.
Dans les années 1990, le Sernam absorbe le transport des bagages, jusque là confié au service exploitation de la SNCF.
En 1997, le Sernam et Fret SNCF lancent les « trains blocs express » (TBE). Ce sont des trains de messagerie qui circulent à 200 km/h sur les axes Paris - Orange et Paris - Bordeaux - Toulouse.

## Une société anonyme
En 2002, le Sernam devient une société anonyme.
En 2003, la société lance une « gamme de produits et de services adaptés à chaque client ».
Cette gamme propose du transport express, de la messagerie, de l'affrètement,  avec suivi sur Internet et visibilité des bordereaux émargés, ainsi qu'un service de relation client. N'étant plus soumise aux obligations de service public, elle a sollicité et obtenu en mars 2003 une certification, dite CLIQ (CLIent Qualité), délivrée par l'AFT-IFTIM.

## Sernam et Butler Capital Partners
En 2005 le Sernam est privatisé et rebaptisé, devenant ainsi « Sernam » (sans utilisation de l'article puisque l'acronyme n'a plus lieu d'être).
Son capital est détenu à 55 % par le fonds d'investissement Butler Capital Partners ; le reste est partagé entre son PDG (Philippe Chevalier) et 83 « managers »[réf. souhaitée].
Le camion est désormais utilisé pour l'essentiel des liaisons entre agences. Celles-ci ne sont plus des annexes de gares mais des plates-formes logistiques, construites près des grands axes routiers. Jusqu'en 2011, le train ne servira plus que sur des relations de longues distances impliquant quatre agences multimodales situées à Valenton (Val-de-Marne), Bordeaux, Toulouse et Miramas (Bouches-du-Rhône)[réf. souhaitée].
Quelques chiffres[réf. souhaitée] :
Année 2005 : 2 100 salariés, 55 agences (toutes en France), 350 000 m2 d'entreposage, 14 millions d'envois par an,
1 200 camions, 20 000 clients par an. Une vingtaine de cheminots y sont encore employés.
En 2011, Sernam annonce la fin des « trains blocs express » et abandonne définitivement le mode de transport ferroviaire.

## La fin
Le 31 janvier 2012, l'entreprise, propriété de Butler Capital Partners depuis 2006, est placée en redressement judiciaire après une perte de 15 millions d'euros en 2010 pour un chiffre d'affaires de 300 millions d'euros. Le tribunal de commerce de Nanterre prononce le 13 avril 2012, la reprise des actifs de l'entreprise par Geodis Calberson (groupe SNCF) qui conserve environ 800 postes sur 1441,. La marque Sernam n'est pas conservée, les activités étant désormais liées à la marque Geodis Calberson.
La société Financière Sernam (484572060) est mise en liquidation judiciaire le 11 avril 2012.
La société Sernam Services (434021069)  est mise en liquidation judiciaire le 13 avril 2012.
La société Managers Sernam (484455761) est dissoute le 28 novembre 2016.

## Les produits proposés
Il s'agissait d'un service de transport de colis non accompagnés, les bagages accompagnés étant alors gérés directement par les services "exploitation" de la SNCF. Les liaisons ferroviaires intervilles étaient assurées par trains de messagerie et seules les dessertes locales étaient assurées par camions (enlèvement et livraison à domicile).
Il était proposé à la clientèle quatre produits essentiels : la messagerie nationale avec livraison sous 72 heures, la messagerie régionale, avec livraison le lendemain, le Spécial Express, avec livraison prioritaire garantie le lendemain du jour de remise, et le Direct Express, qui permettait une disponibilité en gare le jour même du départ. Viendra s'y ajouter avec l'arrivée de la grande vitesse le TGV Express. Le Sernam offrait par ailleurs un service d’affrètement qui acheminait exclusivement par route et sans rupture de charge les envois plus importants vers la France ou l'Europe.

## Autres sources
- Ariane Verderosa, Trains de vies : enquête sur la SNCF d'aujourd'hui, Éditions Autrement, Paris, 2004.
- [vidéo] « SNCF Archives - La nuit a été calme, 1983 », sur YouTube